# Radio Participa
Radio Participa es una emisora comunitaria de Limache, Chile, ubicada en el 107.9 del dial FM.
Su programación, que abarca las 24 horas del día, está enfocada a entregar información a la comunidad, así como a generar nexos entre la misma y las autoridades comunales. Además, cuenta con una programación musical que incluye variados estilos musicales, desde el rock y el pop, hasta el folclore. Se enfoca principalmente en la difusión de información relacionada con los asuntos locales de interés para los vecinos de  Limache y alrededores.